# Geflügelt

Geflügelter Löwe (Markuslöwe)

Geflügelt ist in der Heraldik ein Begriff, um in der Blasonierung die mit Flügeln dargestellte Figur zu beschreiben.
Als geflügelt werden alle Wappenfiguren mit Flügeln bezeichnet, die in der Natur keine Flügel haben, aber ihre heraldische Darstellung von dieser abweicht.
Zu diesen Figuren werden Menschen und Engelwesen, Wappen- und Fabeltiere, Hüte und Helme, Dinge des täglichen Lebens wie Rad und Pfeil gerechnet. Die Darstellung erfolgt mit paarweise angeordneten Flügeln, die in der Tinktur abweichen kann. Mit einem Flügel kann das Flügelrad abweichen. Bei Menschen werden die Arme durch Flügel ersetzt.
Der sogenannte Flug in der Heraldik kann als eine Zierbesteckung mit Flügeln aufgefasst werden und ist im Unterschied zum „geflügelt“ nicht zum Fliegen der Figur angelegt.
In der Heraldik sind am bekanntesten diese geflügelten Wappenfiguren: Cherubkopf, Drache, Engel, Fisch, Flügelrad, Flügelstier, Greif, Klauflügel, Markuslöwe, Merkurstab, Pegasus, Pfeil, Seraph, Windpferd, Zentaur

## Weitere geflügelte Objekte

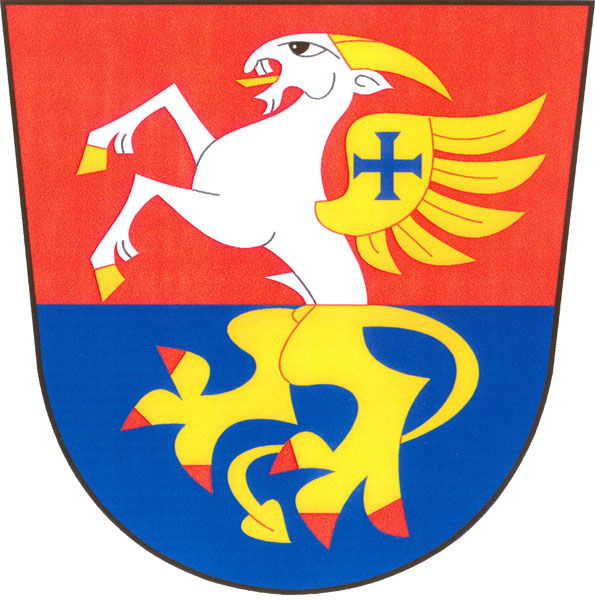
Geflügelter Ziegenbock
Geflügelter Hirsch mit Hubertuskreuz
Drei geflügelte Rentiere
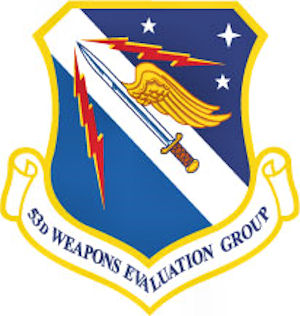
Geflügeltes Schwert
Geflügelter Krummstab
Geflügelter schwerthaltender Arm
Vier geflügelte Wappenfiguren Jean-Michel di Falco Leandri
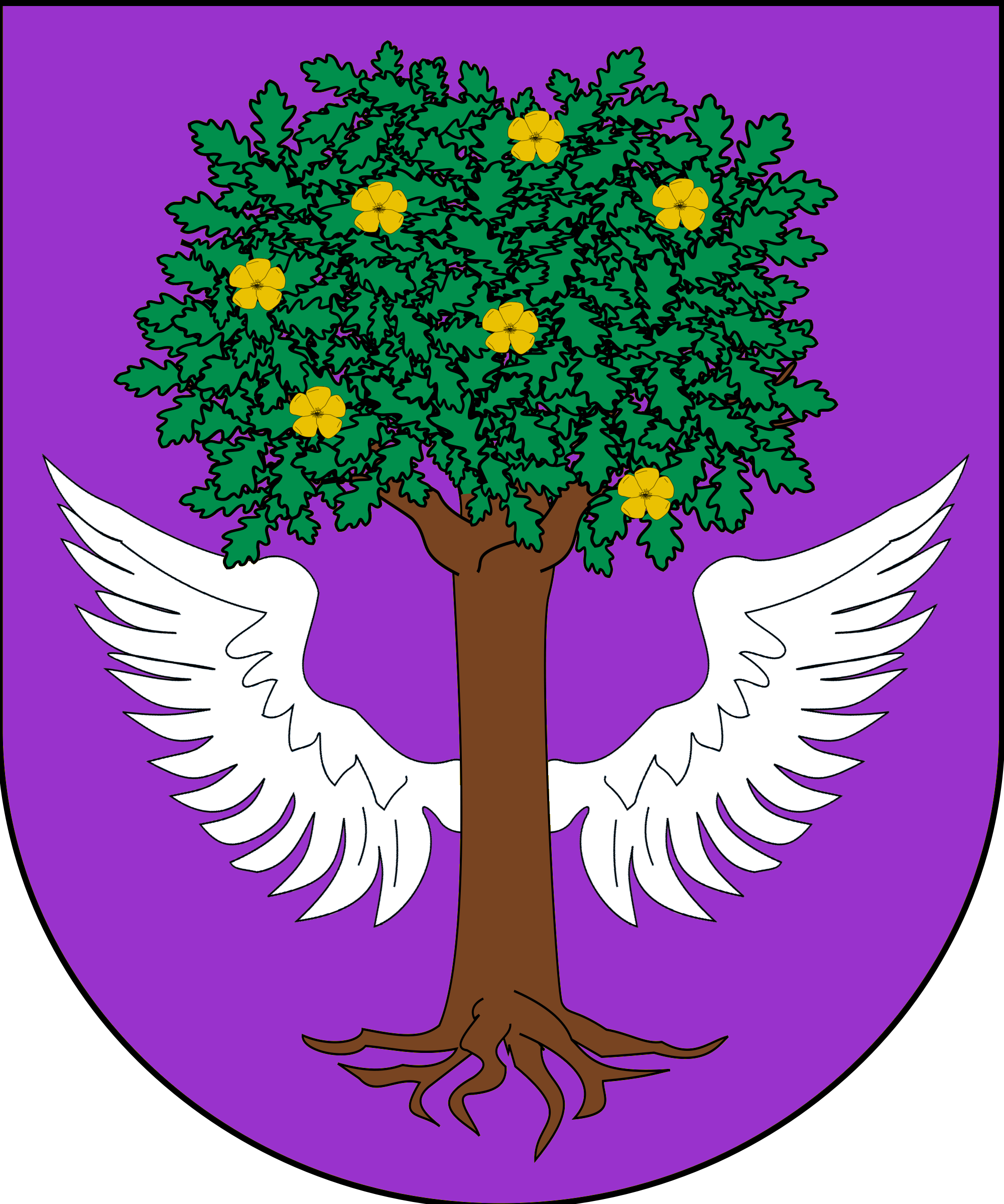
Geflügelter Baum
Geflügelter Löwenkopf
Auch im Wappen von Eglofsheim, siehe gleichnamiges Adelsgeschlecht
Geflügelter Löwe
Geflügelter Fisch (Wappentier)
Geflügeltes Einhorn
Geflügeltes Pegasos-Pferd im Wappen der Schweizer Gemeinde Bargen BE
Geflügelter Stier im Wappen von Devín (Stadtteil von Bratislava)
Ein geflügelter Drache (Cockatrice)
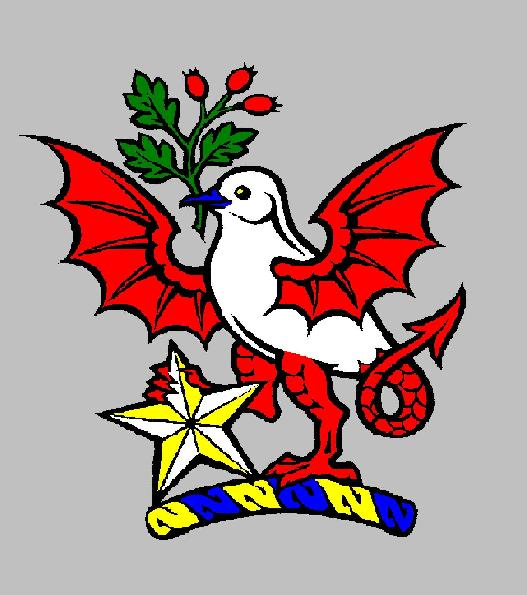
Drachentaube
Geflügelter Widder, siehe Schaf (Wappentier)
Geflügelter Hobel im Wappen von Jurva
Wappen derer von Weltzien mit geflügelter Rossbremse
Geflügelte Schlange im Wappen von Villelongue